# آر.جی. هانتر
آر. جی. هانتر (انگلیسی: R. J. Hunter؛ زادهٔ ۲۴ اکتبر ۱۹۹۳) یک بازیکن بسکتبال اهل ایالات متحده آمریکا است.
از باشگاه‌هایی که در آن بازی کرده‌است می‌توان به بوستون سلتیکس و شیکاگو بولز اشاره کرد.